# Keith Byars
Keith Alan Byars (Dayton, 14 ottobre 1963) è un ex giocatore di football americano statunitense che ha militato nel ruolo di fullback nella National Football League (NFL).

## Carriera
Al college Byars giocò a football a Ohio State, venendo premiato unanimemente come All-American e finendo secondo nelle votazioni dell'Heisman Trophy. Fu scelto dai Philadelphia Eagles come decimo assoluto nel Draft NFL 1986. Un corridore, bloccatore e ricevitore di alto livello, diede un ampio contributo in ogni squadra in cui giocò. Nel 1988 corse 517 yard, ricevette 71 passaggi (nono nella NFL) e segnò 10 touchdown. Nella sconfitta degli Eagles nei playoff contro i Chicago Bears corse 34 yard e ricevette 9 passaggi per 103 yard. Nel 1990 ricevette 81 passaggi (terzo nella NFL) per 819 yard, oltre a correre 141 yard a completare 4 passaggi su 4 tentativi per 53 yard e 4 touchdown. Nel 1996 con i New England Patriots disputò il suo unico Super Bowl, il XXXI. La sua squadra perse per 35–21, ma il trentatreenne Byars giocò bene, ricevendo 4 passaggi per 42 yard e un touchdown.
L'ultima stagione Byars la disputò con i New York Jets nel 1998. La squadra giunse fino alla finale della AFC, perdendo contro i Denver Broncos la sua ultima gara nella NFL.
In tredici stagioni, Byars corse 3.109 yard, ricevette 610 passaggi per 5.661 yard, ritornò 5 kickoff per 94 yard e completò 6 passaggi su 13 per 119 yard e 6 touchdown, con un intercetto. Complessivamente segnò 54 touchdown (23 su corsa e 31 su ricezione). I suoi 6 passaggi da touchdown sono il terzo risultato della storia della NFL per un running back. Le sue 610 ricezioni sono il secondo risultato di sempre per un fullback e il quarto per un halfback/fullback/running back.

## Palmarès

### Franchigia
- AFC Championship: 1

New England Patriots: 1996

### Individuale
- Convocazioni al Pro Bowl: 1

1993
- Formazione ideale del 75º anniversario dei Philadelphia Eagles
- College Football Hall of Fame